# Matija Vojsalić
Matija Vojsalić Hrvatinić (oko 1430 — nakon 1480) je bio drugi i posljednji osmanski kralj Bosne. Bio je praunuk Vojislava Hrvatinića, brata Hrvoja Vukčića Hrvatinića.

## Porijeklo
Matija je rođen oko 1430. godine, najvjrovatnije u tvrđavi Ključ na Sani. Otac mu je bio Dragiša Hrvatinić, a majka izvjesna Jelica. Matija je imao još tri brata i jednu sestru:
- Grgur, pogubljen u Jajcu 5. juna 1463. godine
- Nikola, umro prije 1453.
- Pavao

Matija je živio sa svojom porodicom u Donjim Krajevima do 1463. godine. U vrijeme pada Bosne Matija je s oko 500 plemića bio odveden u Carigrad, tamo se Matija svidio sulatanu Mehmedu II i kao nagradu sultan mu je dao Bosnu na upravu.

## Kralj
Na toj poziciji, koja je nosila malo pravih ovlasti, naslijedio je Matiju Radivojevića Kotromanića. Godinu dana prije ugarski kralj Matija Korvin je bosanskim kraljem proglasio Nikolu Iločkog.
Vojsalić je smijenjen 1476. godine zbog stvaranja urote s Mađarima protiv Osmanskog carstva. Tada se posljednji put spominje, i to u dubrovačkim zapisima. Posljednji je poznati član porodice Hrvatinića.

## Preci
Prikazani su preci Matije po muškoj liniji :
Vojislav Hrvatinić →
Juraj Vojsalić →
Petar Hrvatinić →
Matija Vojsalić

## Literatura
- Mrgić, Jelena (2008). Severna Bosna: 13-16. vek. Beograd: Istorijski institut.
- Ćirković, Sima (1954). „Vlastela i kraljevi u BOsni posle 1463 godine”. Istorijski glasnik. 7 (3): 123—131.
- Ćirković, Sima (1964). Istorija srednjovekovne bosanske države. Beograd: Srpska književna zadruga.
- Ćirković, Sima (1982). „Pad Bosne i pokušaji otpora turskom osvajanju”. Istorija srpskog naroda. 2. Beograd: Srpska književna zadruga. стр. 390—402.
- Ćorović, Vladimir (1940). Historija Bosne. Beograd: Srpska kraljevska akademija.